# Torrecilla de la Jara
Torrecilla de la Jara è un comune spagnolo di 262 abitanti situato nella comunità autonoma di Castiglia-La Mancia.